# STS-134
STS-134 foi uma missão do programa do ônibus espacial da NASA, a penúltima missão do programa. O Endeavour levou ao espaço o Espectômetro Magnético Alpha, peça central de um controvertido e pioneiro experimento de US$ 2 bilhões com o qual os cientistas da agência espacial esperam revelar os segredos da misteriosa matéria escura que comporia cerca de 20% do Universo.
A missão foi ao espaço em 16 de maio de 2011, com uma tripulação de seis astronautas, após vários adiamentos e cancelamentos, motivados por problemas técnicos na Endeavour e na carga a ser transportada.
A esposa do comandante da missão, Mark Kelly, a deputada Gabrielle Giffords, gravemente ferida durante um tiroteio ocorrido em Tucson, Arizona, em janeiro de 2011, compareceu a Cabo Kennedy para assistir ao lançamento da missão do marido, já em franca recuperação do tiro que levou na cabeça durante o incidente.

## Tripulação
| Posição                  | Astronauta        |
| ------------------------ | ----------------- |
| Comandante               | Mark Kelly        |
| Piloto                   | Gregory Johnson   |
| Especialista de missão 1 | Michael Fincke    |
| Especialista de missão 2 | Roberto Vittori   |
| Especialista de missão 3 | Andrew Feustel    |
| Especialista de missão 4 | Gregory Chamitoff |

## Objetivos
Transportar o EXPRESS Logistics Carrier 3 (ELC3) e acoplar o Espectrômetro na Estação Espacial Internacional.
O Espectrômetro Magnético Alpha foi projetado para procurar antimatéria, a origem e a estrutura da matéria escura. A AMS-02 será levado a ISS e conectado ao segmento Truss S3. Além disso, o espectrômetro foi a primeira causa do reescalonamento da missão. Conforme o plano original do projeto AMS-02, a unidade continha um sistema de supercondutores criogênicos.
Esta é uma tecnologia fundamental para o missão. Contudo os técnicos mais tarde descobriram que a tecnologia mostrou algumas falhas, desta forma tomou a decisão de substituir os  supercondutores magnéticos dentro do espectrômetro por um tradicional.

## Dia a dia

### 16 de maio-Dia 1

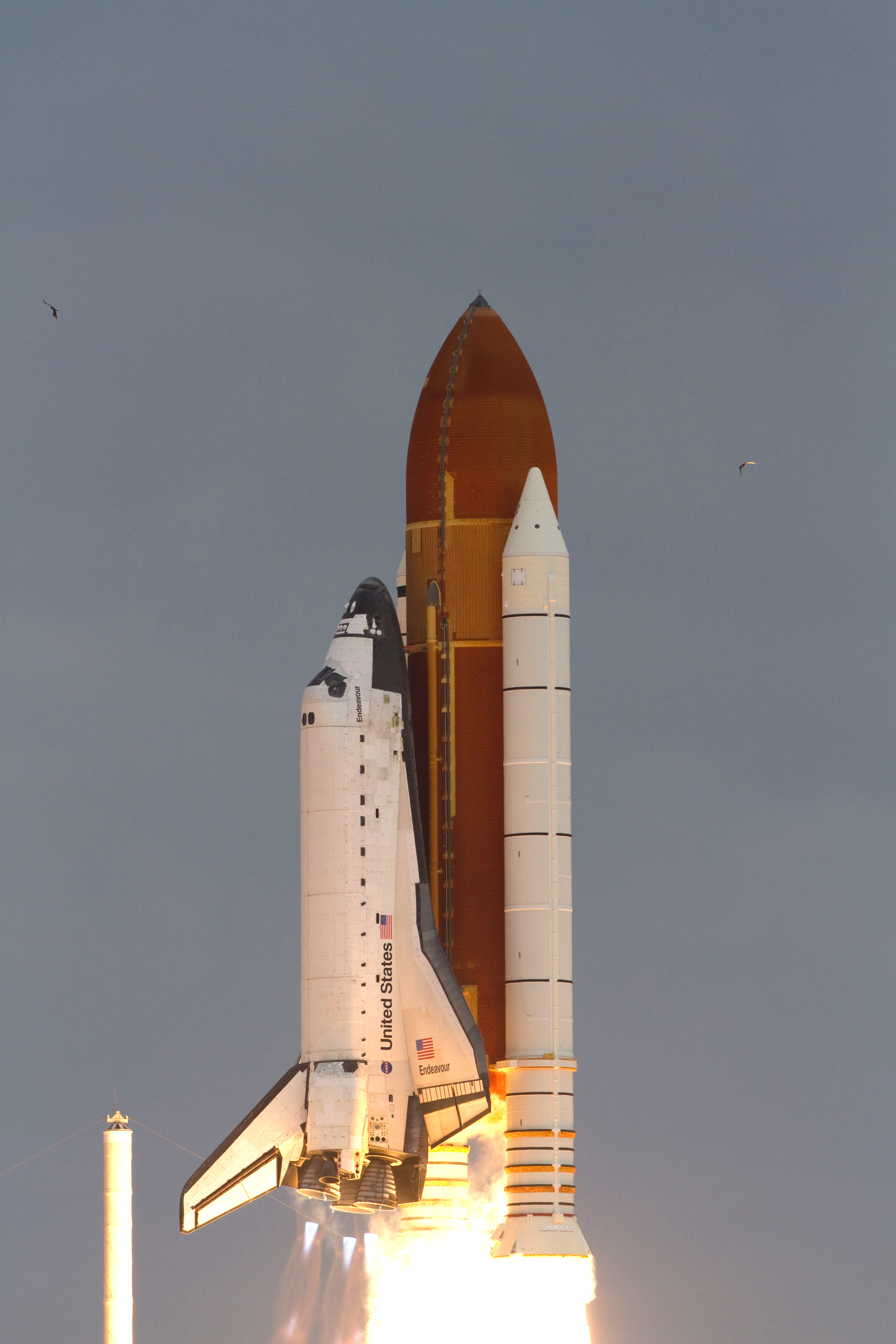
O Endeavour em seu último lançamento

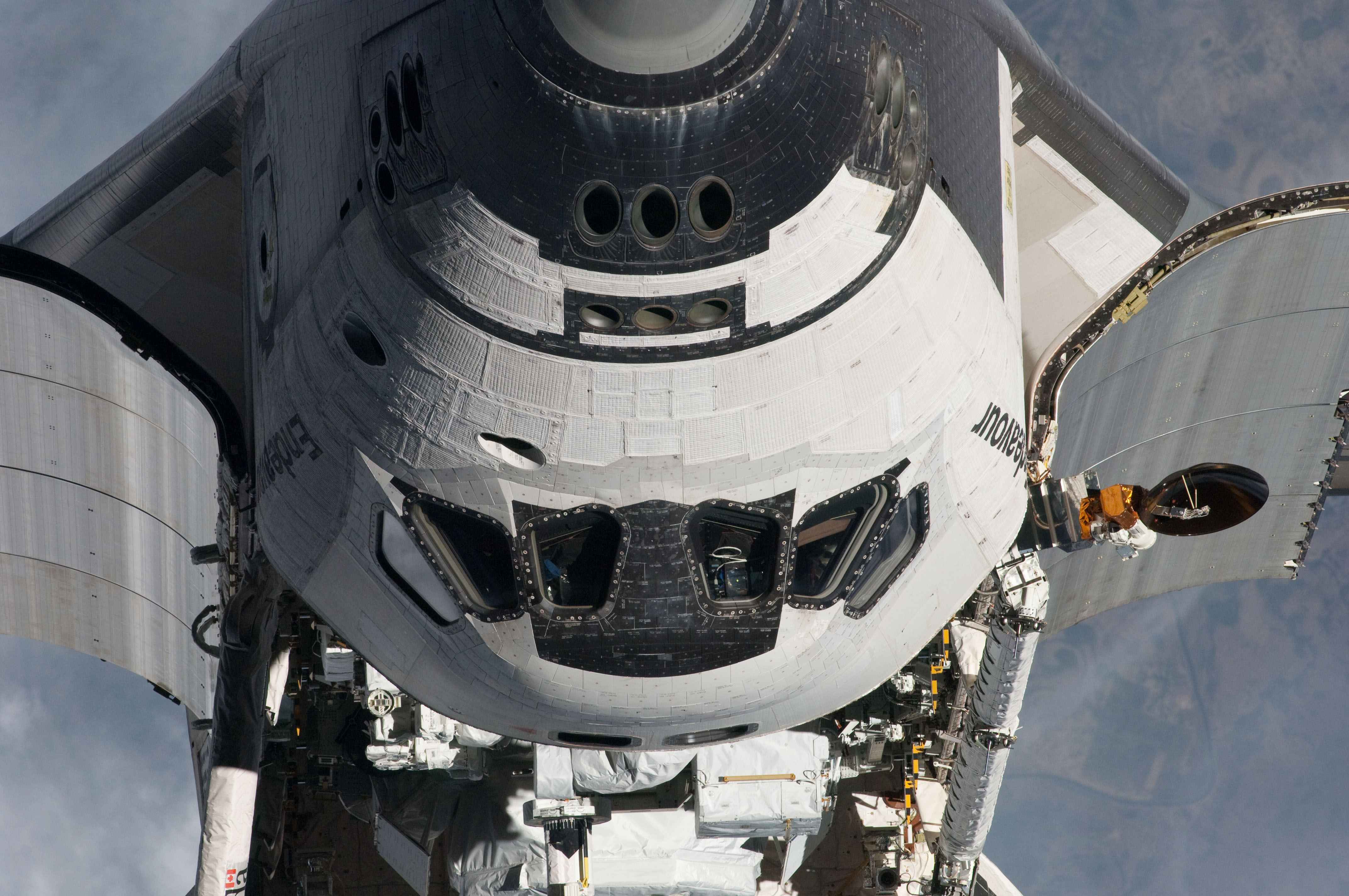
O Endeavour é visto acoplado à ISS

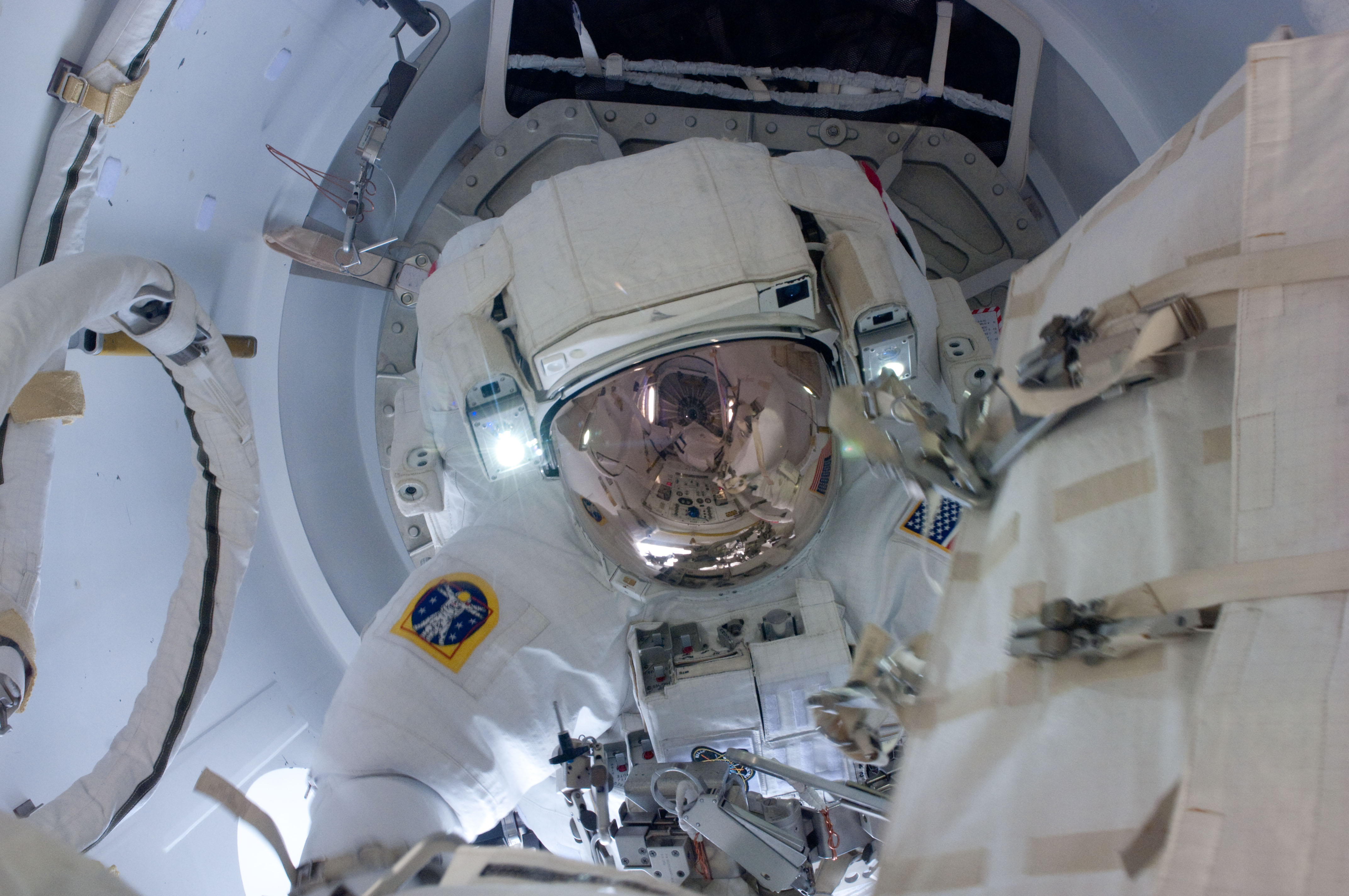
Gregory Chamitoff durante 1ª EVA

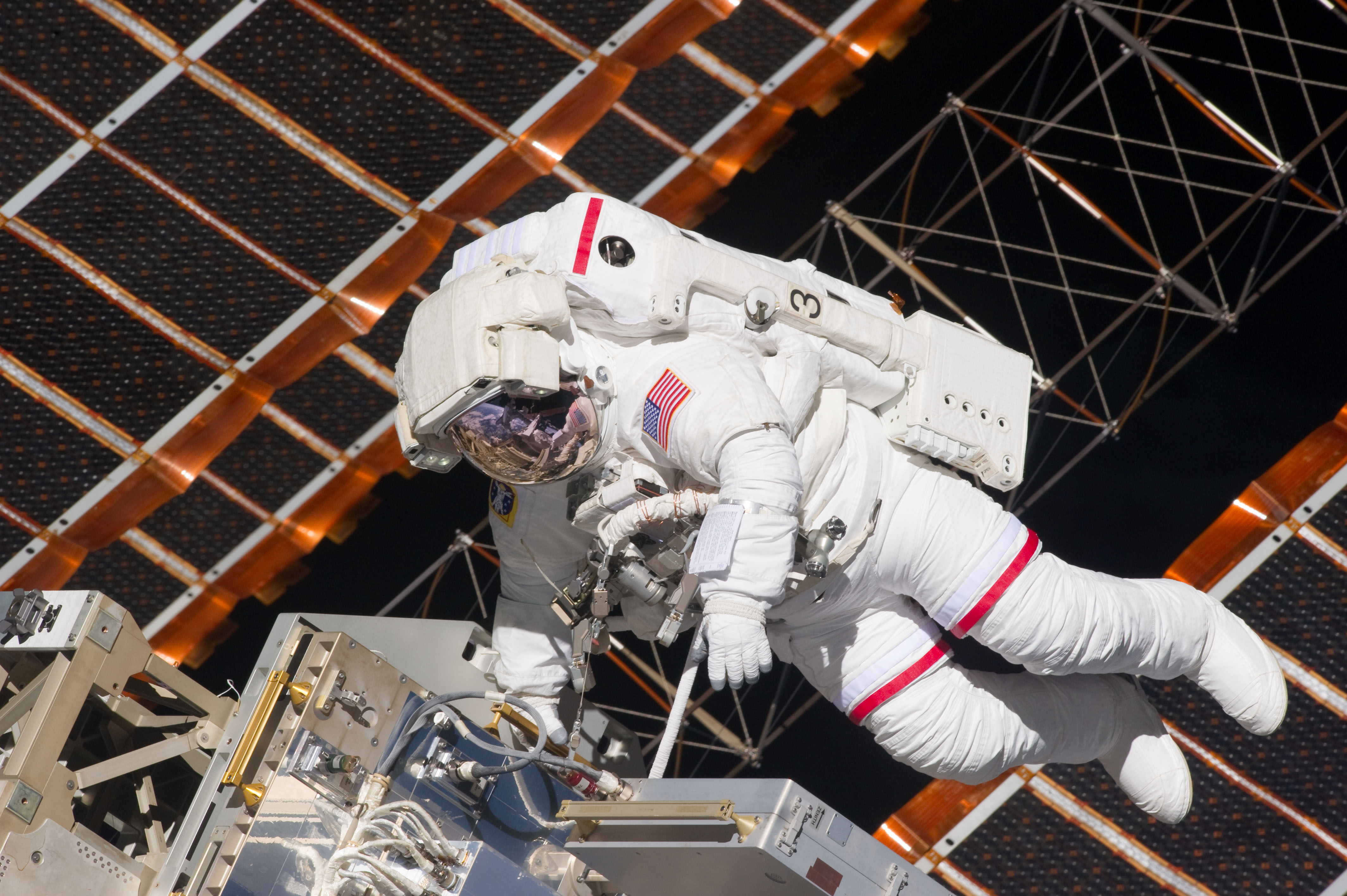
Andrew Feustel durante 1ª EVA

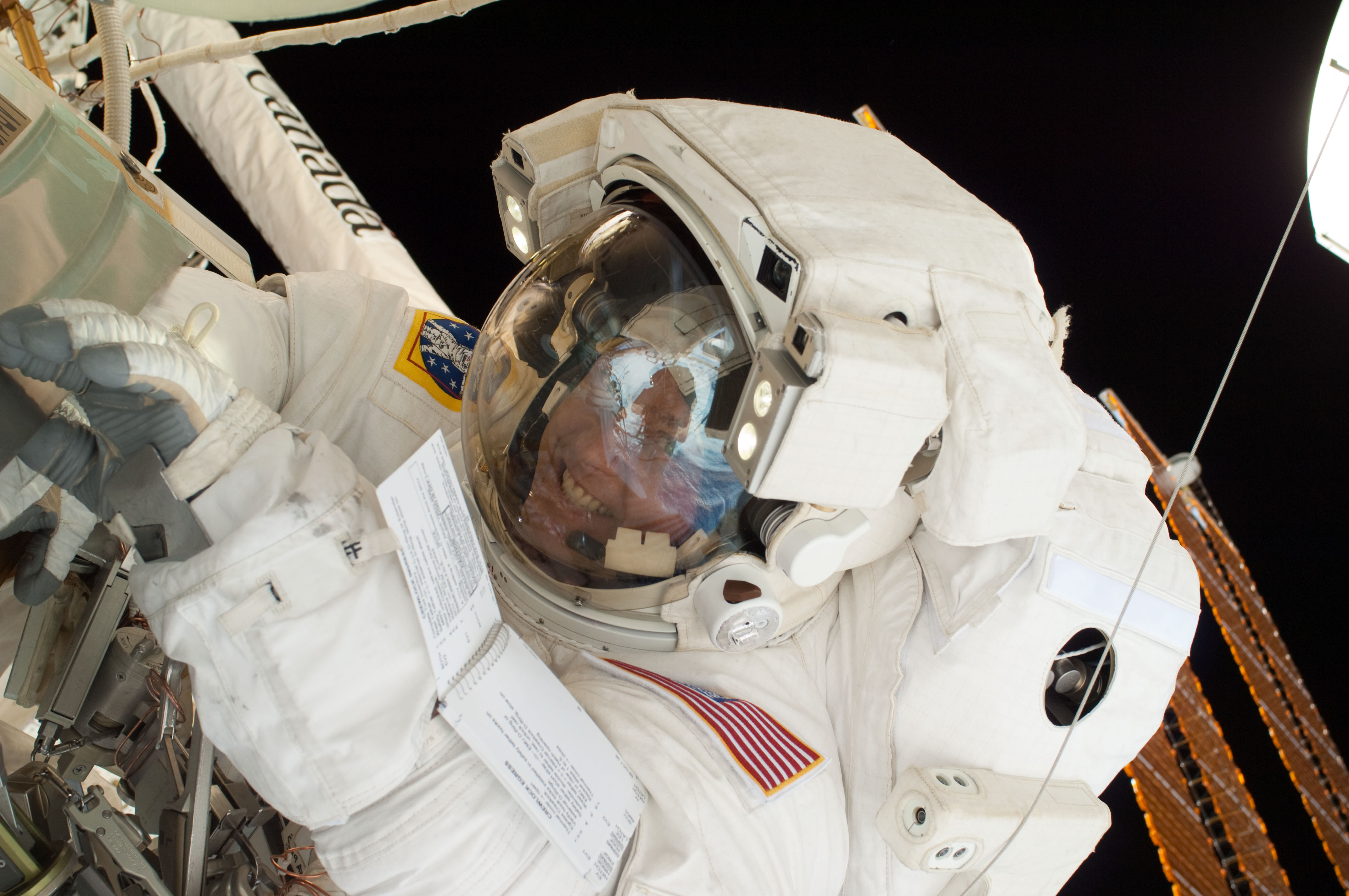
Michael Fincke durante 3ª EVA

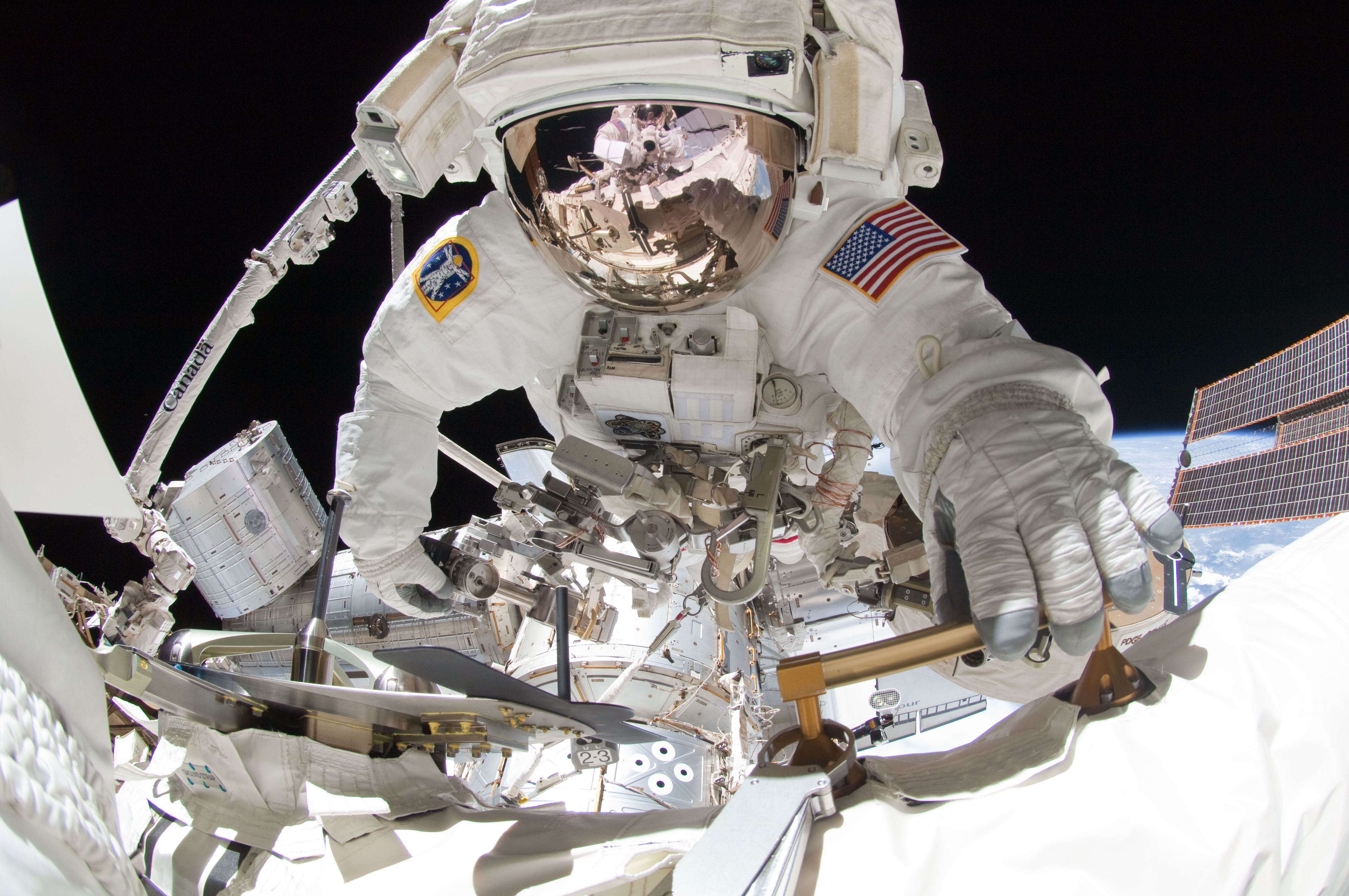
Chamitoff durante 4ª EVA

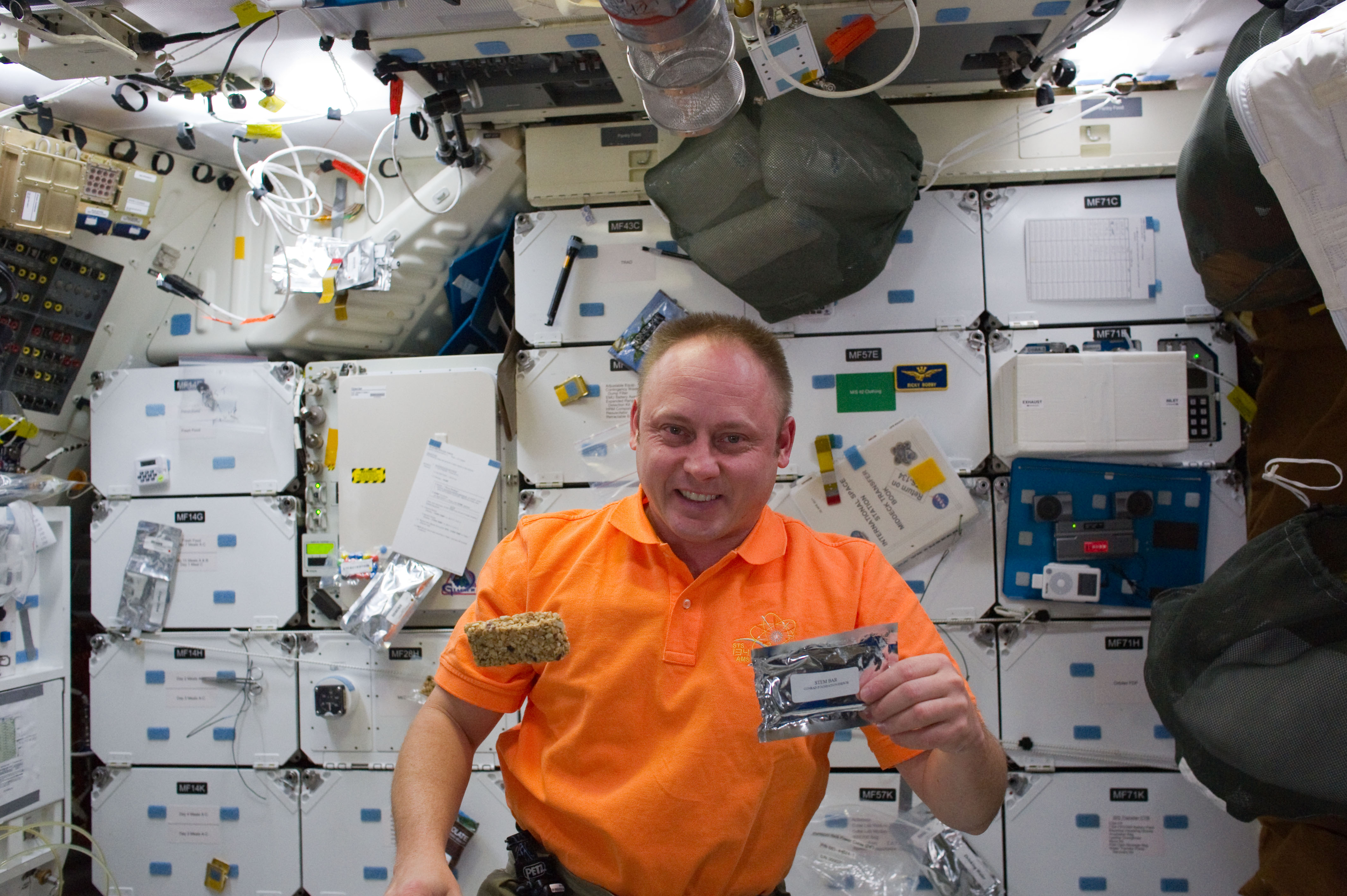
Fincke prapara o Endeavour para partida

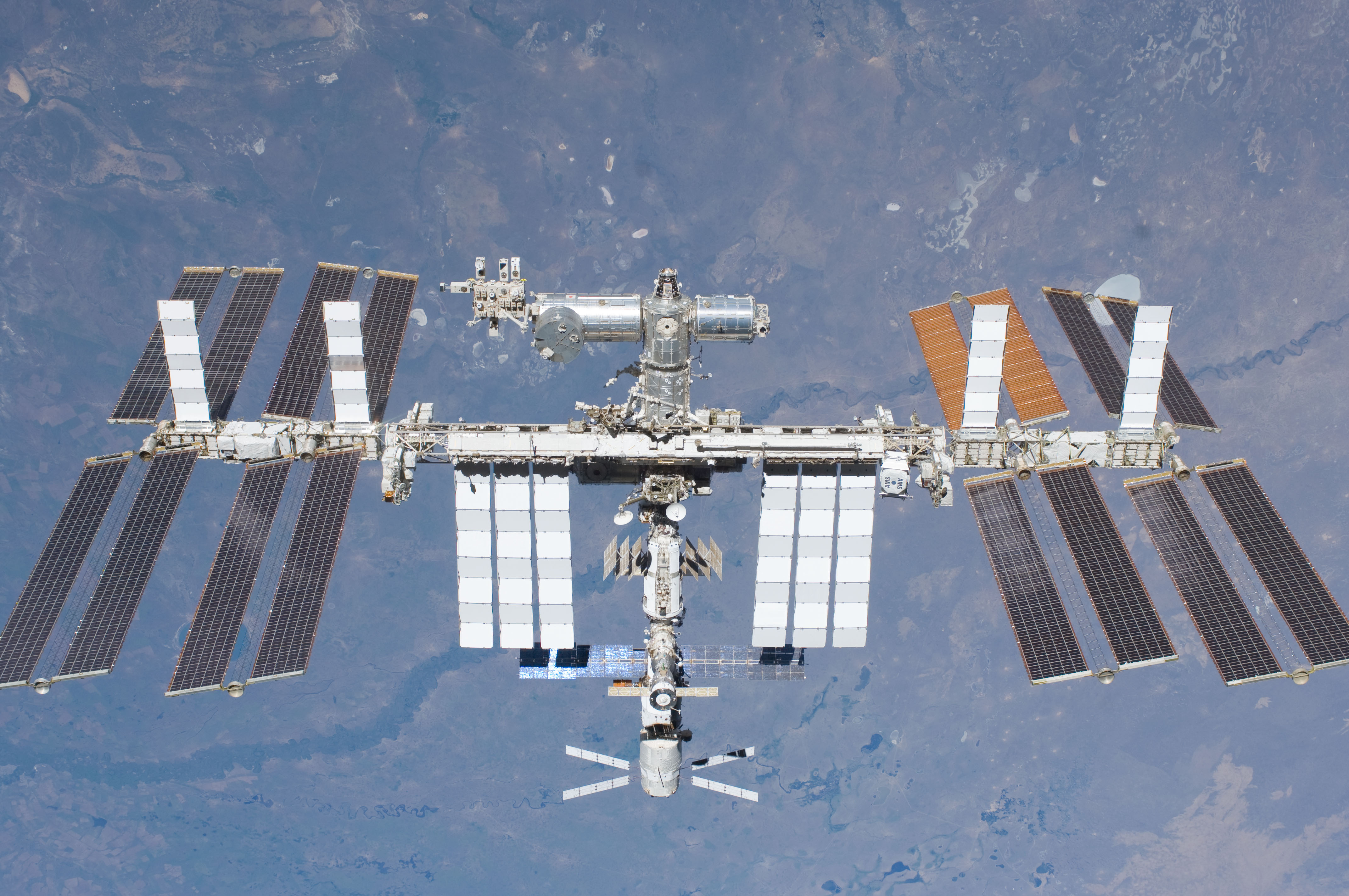
A ISS fotografado a partir do Endeavour

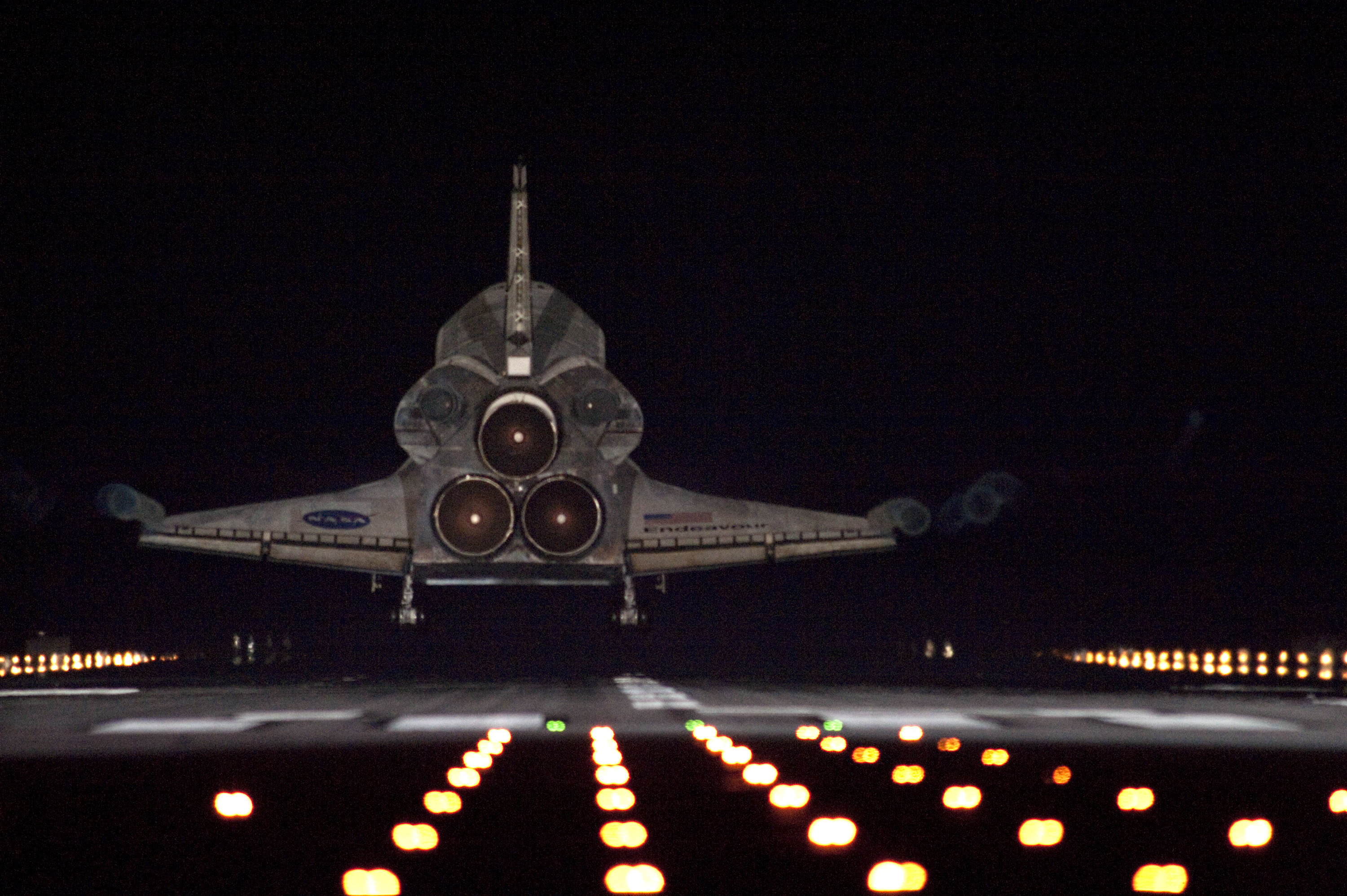
O pouso do Endeavour

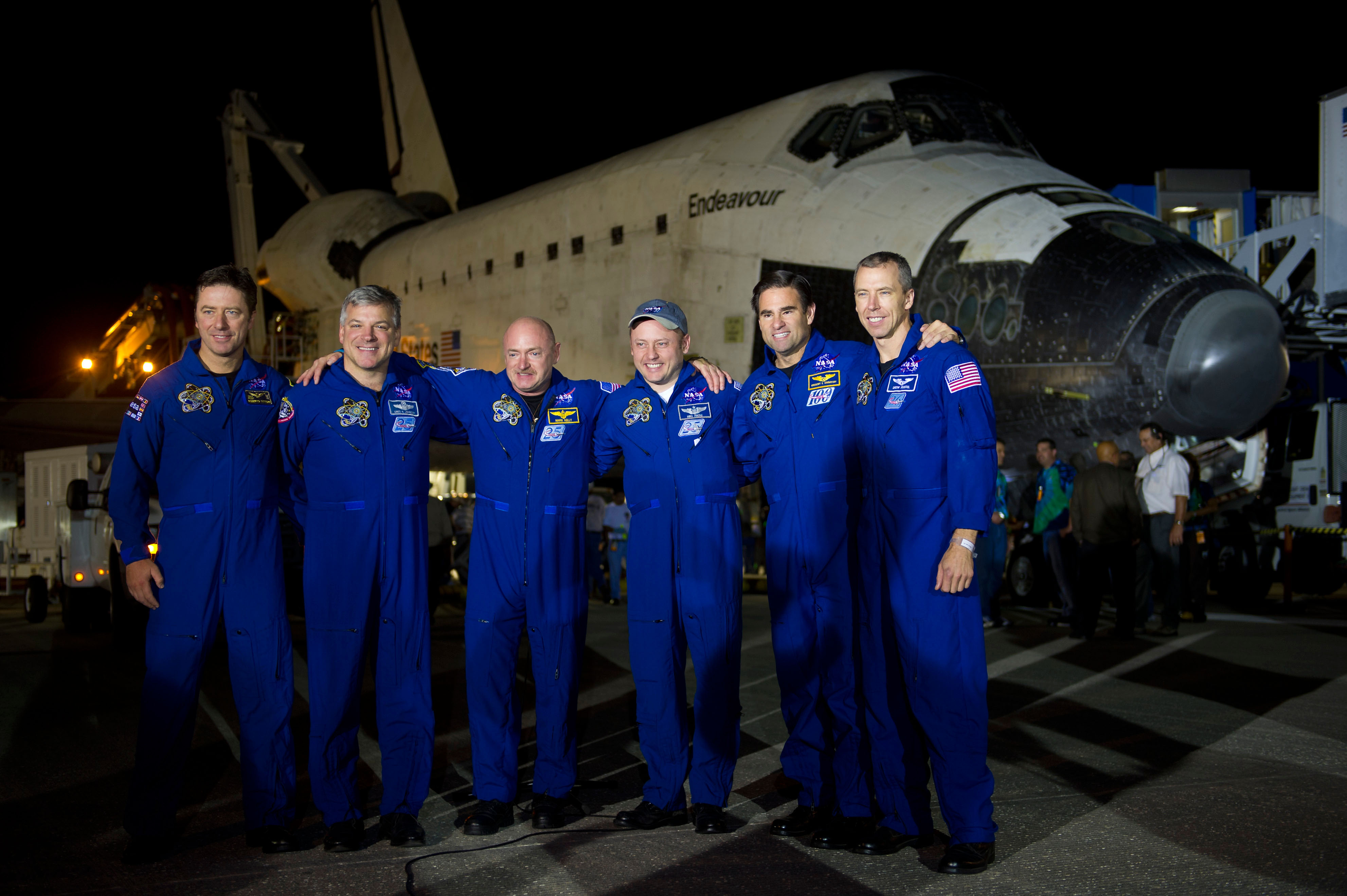
Tripulação após aterrissagem

O ônibus espacial Endeavour foi lançado com sucesso pela NASA, a agência espacial americana, em sua 25ª e última viagem ao espaço. A partida aconteceu às 9h56 (horário de Brasília) no Centro Espacial Kennedy, na Flórida (EUA). O tempo estava nublado e não foi possível ver muito o ônibus espacial após o fim da contagem regressiva já que em poucos segundos o Endeavour desapareceu no meio das nuvens. A penúltima viagem de um ônibus espacial em uma missão STS se iniciou com um atraso, já que a previsão de início era 29 de abril, cancelado por causa de falhas técnicas.

### 17 de maio-Dia 2
No segundo dia de voo, a tripulação do Endeavour completou várias tarefas de preparação para a atracação prevista para o dia seguinte. A primeira e mais importante destas tarefas foi verificar a proteção térmica do ônibus espacial. O Orbiter Boom Sensor System (OBSS) foi utilizado para ver a borda da asa esquerda e do nariz da nave. O Shuttle Remote Manipulator System (MRE, ou Canadarm 1) também foi usado para examinar as telhas e mantas térmicas e em torno do sistema de manobra orbital (OMS). Depois que a pesquisa foi concluída, o Express Logística Carrier (ELC) 3 foi agarrado pelo MRE.
Todo o processo foi conduzido pelo piloto Greg Johnson e os especialistas da missão Roberto Vittori e Greg Chamitoff, enquanto o resto da tripulação preparou a nave para o acoplamento. Isto incluiu a instalação de ferramentas, como uma câmera da linha do centro do Sistema Docking Orbiter, juntamente com vários outros sensores utilizados para medir a distância e velocidade. O comandante Mark Kelly e os especialistas de missão Mike Fincke e Drew Feustel verificaram seus trajes espaciais no Endeavour, que devem ser usados durante a missão de quatro caminhadas espaciais planejadas.

### 18 de maio-Dia 3
O Endeavour se acoplou com sucesso à Estação Espacial Internacional (ISS), A conexão aconteceu às 7h15 (horário de Brasília) de forma manual e as escotilhas foram abertas às 8h38, cerca de uma hora antes do programado. O comandante Mark Kelly foi o encarregado de realizar toda a manobra de acoplamento.
Kelly manipulou com cuidado os jatos de manobra para acoplar a Endeavour no porto de atracamento do módulo Harmony da estação. E logo após se certificar de que os pontos de contato entre as duas estruturas estavam selados, ele e seus cinco colegas de tripulação entraram a bordo da estação para dar início a missão que tem previsão de quatro caminhadas espaciais e duração total de 16 dias.
Mais tarde, enquanto funcionários da NASA em terra verificaram o revestimento térmico do Endeavour, os astronautas da missão instalaram no laboratório orbital o 'Alpha Magnetic Spectrometer-2' (AMS-2), que é o detector de partículas com custo estimado em 2 bilhões de dólares e que pesa 7.000 kg. Andrew Feustel e Roberto Vittori usaram o braço robótico da nave para retirar o equipamento enquanto o piloto Greg Johnson e o especialista Greg Chamitoff usaram o braço robótico da ISS para instalar o AMS na estação espacial.

### 19 de maio-Dia 4
Engenheiros da Nasa detectaram que pedaços da vedação térmica da nave foram arrancados e cortados durante o lançamento. As fotos feitas por obrigação desde 2003 revelaram rachaduras de 15,2 cm de largura e 5 cm de altura. Apesar de estarem equipados com kits para reparar as placas, o comandante Mark Kelly disse que a situação é um pouco preocupante e preferiu esperar uma análise melhor da equipe em solo terrestre.

### 20 de maio-Dia 5
Durante a primeira caminhada espacial a NASA detectou uma falha no sensor de dióxido de carbono do traje do astronauta americano Greg Chamitoff, sendo forçada a interromper os trabalhos cerca de dez minutos antes do tempo total previsto para a realização das tarefas. A caminha havia começado às 7h10min UTC e por conta dos imprevistos acabou tendo um tempo total de 6h19min, Chamitoff e Drew Feustel tiveram tempo suficiente para encher os radiadores com amoníaco e instalar ganchos e plataformas de suporte no braço robótico da nave. 

### 21 de maio-Dia 6
Os membros da tripulação do Endeavour realizaram uma inspeção em uma área de telhas de proteção térmica na parte inferior da nave. As telhas foram danificadas durante o lançamento, e dados detalhados fornecidos pelo Orbiter Boom Sensor System (OBSS) foi necessário para saber se a nave poderia reentrar na atmosfera da Terra com segurança. A inspeção foi controlada pelo piloto Greg Johnson e pelos especialistas de missão Mike Fincke e Roberto Vittori.
O processo de inspeção durou aproximadamente duas horas, quando Fincke se juntou a Drew Feustel para obter os seus trajes espaciais e estar pronto para a segunda caminhada espacial da missão no dia seguinte. A dupla realizou o procedimento padrão durante a noite para se preparar para a EVA. Mais tarde, a tripulação da STS-134, bem como a tripulação da Expedição 27 no módulo Kibo, conversaram através da Internet com o Papa Bento XVI, respondendo a várias perguntas colocadas pelo pontífice.

### 22 de maio-Dia 7
A segunda caminhada espacial foi realizada por Drew Feustel e Mike Fincke. A EVA, que foi a sexta mais longa na história da exploração espacial, durou 8 horas e 7 minutos, muito mais do que as 6 horas e 30 minutos previstas inicialmente. Foi também a segunda caminhada espacial mais longa realizada a partir da ISS.
Durante a caminhada espacial, Fincke e Feustel fizeram a transferência de 5 libras (2,3 kg) de amônia para o Port Fotovoltaica térmica Control System (PVTCS), lubrificando o Solar Alpha Rotary Comum (SARJ) e uma das "mãos" no Dextre, instalando ainda uma viga de estiva no 1 Starboard (S1) truss. Durante a tarefa de lubrificação no SARJ Porto, alguns dos parafusos em um dos cobertores térmicos ficou solto e foi perdido. O Comandante Mark Kelly documentou os trabalhos com câmeras de vídeo. A caminhada espacial foi a sétima de Fincke e a quinta de Feustel.
Enquanto a EVA estava sendo realizada, o resto da tripulação da STS-134 estava ocupada completando mais transferências entre o ISS e o Endeavour. Houve também uma mudança no comando da ISS, já que o cosmonauta russo Dmitri Kondratyev, que tinha sido o comandante da Expedição 27 a bordo da estação, passou suas responsabilidades para o cosmonauta Andrei Borisenko, que vai comandar a  Expedição 28.

### 23 de maio-Dia 8
A tripulação da STS-134 teve folga em boa parte do dia. O comandante Mark Kelly e o especialista da missão Mike Fincke fizeram uma entrevista com 400 estudantes da Mesa Verde Elementary School, em Tucson, Arizona. Mais tarde, o especialista Roberto Vittori e o engenheiro de voo Paolo Nespoli responderam perguntas do presidente italiano Giorgio Napolitano.
Depois que a tripulação da STS-134 foi dormir, tripulantes da Expedição 27 se prepararam para a partida. O comandante Dmitri Kondratyev e os engenheiros de voo Paolo Nespoli e Catherine Coleman deixaram a ISS a bordo da Soyuz TMA-20 às 21:35 UTC. A saída dos três membros da tripulação da Expedição 27, marcou o início da Expedição 28, deixando o novo comandante da expedição Andrei Borisenko e os engenheiros de voo Aleksandr Samokutyayev e Ron Garan a bordo da estação. Antes da reentrada, a Soyuz TMA-20 realizou manobras perto da ISS, tirando inúmeras fotografias da estação e do ônibus espacial Endeavour. O Soyuz TMA-20 da Expedição 27 pousou com segurança no Cazaquistão às 02:27 UTC do dia 24 de maio de 2011.

### 24 de maio-Dia 9
O especialista de missão Greg Chamitoff e o piloto Greg Johnson realizaram uma série de entrevistas com os meios de comunicação dos Estados Unidos. As entrevistas foram realizadas com KPIX-TV, KGO-TV e KFBK. Mais tarde o comandante Mark Kelly e os especialistas da missão Mike Fincke e Chamitoff realizaram outras entrevistas com o diário KDKA, de Pittsburgh, e a e-KTRK TV. Johnson e o especialista de missão Roberto Vittori também completaram mais algumas transferências entre a estação e a nave, e começaram a limpar e organizar a Permanente Multipurpose Module (PMM) Leonardo.
A tripulação da STS-134 também concluiu um trabalho sobre o sistema gerador de oxigênio (OGS) e Dióxido de Carbono Remoção Assembleia (CDRA). Drew Fuestel, juntamente com Fincke e Chamitoff passaram a maior parte de seu dia recebendo as ferramentas que precisam para a quarta caminhada espacial. No final do seu dia a tripulação da Expedição 28 e o engenheiro de voo Ron Garan realizaram uma revisão dos procedimentos da terceira caminhada espacial em 10 dias.

### 25 de maio-Dia 10
A terceira caminhada espacial da missão STS-134 foi realizada. A caminhada espacial fez uso de um protocolo spacewalk novo, chamado In-terno claro Exercício (Ilha), em vez do protocolo de acampamento normal de sempre. O novo protocolo tinha os astronautas respirando oxigênio puro por 60 minutos na câmara, que teve sua pressão de ar baixada para 10,2 Psi (703hPa). Os astronautas, em seguida, colocaram suas roupas espaciais, realizaram exercícios leves e descansaram por mais 50 minutos, respirando oxigênio puro, o tempo todo.
Depois os astronautas Drew Feustel e Mike Fincke saíram do Airlock Quest, a dupla começou a instalar o Power Data Grapple fixação (PDGF). O jogo em si e a maioria dos seus componentes foram instalados, mas o cabo de dados associado ficou para instalado mais tarde. A dupla em seguida se moveu e alguns cabos de energia novos a partir do módulo Unity para o módulo Zarya foram colocados no segmento russo da ISS, fornecendo uma fonte de alimentação redundante.
Feustel e Fincke instalaram também o sistema de vídeo sem fio que Fuestel e Greg Chamitoff tinha começado a instalar na EVA 1. A dupla também tirou fotos dos propulsores do módulo Zarya e capturaram um vídeo de infravermelho de um experimento entregues a bordo do Express Logistics Carrier (ELC) 3. O comandante Mark Kelly documentou o spacewalk do interior da estação. Enquanto a EVA estava acontecendo, o piloto Greg Johnson e o especialista de missão Roberto Vittori davam apoio ao engenheiro de voo Ron Garan da Expedição 28 que trouxe novos equipamentos e suprimentos à ISS.

### 26 de maio-Dia 11
A tripulação do ônibus espacial Endeavour fez uma inspeção final no módulo do sistema de protecção térmica. Na maioria dos voos anteriores, esta inspecção foi realizada após a nave ser desacoplada da ISS. No entanto, neste caso, foi feito no início, porque o Orbiter Boom Sensor System (OBSS) era para ser deixado a bordo da ISS depois da partida do Endeavour. A tripulação da Expedição conjunta 28/STS-134 realizou uma conferência de imprensa com repórteres em terra, em centros da NASA e em todo o país além de agências parceiras.
O comandante Mark Kelly também falou aos jornalistas de Tucson, Arizona. Mais tarde foi realizada uma revisão de procedimento para a quarta caminhada espacial e para o final da missão STS-134. Os astronautas Mike Fincke e Greg Chamitoff passaram a noite na câmara de ar Quest, com a pressão do ar reduzida para 10,2 Psi, a fim de evitar a doença da descompressão durante sua caminhada espacial. Os controladores de voo e a tripulação no chão optaram por não usar o terno Luz protocolo de exercício (Ilha), que foi testado durante as outras três EVA´s no início da missão, optando por ir com o protocolo padrão de acampamento, desde que se descobriu que ISLE usado mais dióxido de carbono capacidade de lavagem. Eles queriam conservar essa capacidade, uma vez que um sensor de CO2 de terno Chamitoff, haviam fracassado durante uma EVA.

### 27 de maio-Dia 12
A última caminhada espacial da missão STS-134, e a última caminhada espacial prevista para o programa espacial, foi realizada neste 12º dia de voo. A EVA foi feita por Mike Fincke e Greg Chamitoff, que instalou o Orbiter Boom Sensor System (OBSS) no segmento de armação Starboard 1 (S1). Após a OBSS instalada, Fincke e Chamitoff removeram o Fim Effector Garra de Fixação (EFGF) e o substituíram com uma reserva de potência e garra de fixação de dados (PDGF).
Depois que as tarefas foram concluídas, Fincke e Chamitoff mudaram-se para a Logística Express Transportadora (ELC) 3, e liberaram alguns parafusos que estavam segurando o braço de reposição para Dextre contra o ELC. A EVA viu o tempo total acumulado de EVAs realizadas com apoio à ISS passar a marca de 1 000 horas. Os três astronautas da STS-134 passaram um tempo total de 28 horas e 44 minutos fora da ISS nesta missão.
Trabalhando a partir do pavimento médio do Endeavour, Andrew Feustel, que participou das primeiras três caminhadas espaciais da missão, foi o coordenador da quarta. O astronauta Steven Swanson foi a CAPCOM caminhada espacial da sala de controle de voo da estação em Houston. Durante o voo do dia 12, Mike Fincke alcançou um marco histórico, tornando-se o astronauta dos EUA com a maior parte do tempo no espaço, mais de 377 dias. Ele superou o tempo no espaço do astronauta Peggy Whitson.

### 28 de maio-Dia 13
Os especialistas da missão Mike Fincke e Greg Chamitoff substituíram uma cama absorvente de dióxido de carbono na remoção de montagem (CDRA). As camas têm que ser mudadas de tempos em tempos para que a CDRA possa remover o CO2. Enquanto o trabalho CDRA estivesse em curso, o comandante Mark Kelly e o especialista da missão Drew Feustel redimensionaram dois dos trajes espaciais que serão utilizados pelos engenheiros de voo da Expedição 28, Ron Garan e Mike Fossum.
O resto da tripulação da STS-134 completou mais transferências entre ônibus espacial Endeavour e da Estação Espacial Internacional (ISS). O comandante Mark Kelly, juntou-se-piloto Greg Johnson e Ron Garan para conversarem com alunos, professores e outros que se reuniram na Universidade do Arizona em Tucson, Arizona. Johnson também falou com representantes da Gannet, KPRC-TV ea Voz da América.

### 29 de maio-Dia 14
Foi o último dia para a tripulação STS-134 completar as atividades a bordo da ISS. O piloto Greg Johnson juntou-se a Feustel no início do dia e falou com a tripulação WJRT-TV, em Flint, Michigan, WJBK-TV, em Detroit, Michigan, WKYC-TV, em Cleveland, Ohio e-WXMI TV em Grand Rapids, Michigan. A transferência de materiais e equipamentos foi concluída com a transferência de 4 sacos de água do ônibus espacial à ISS.
O Especialista da missão Mike Fincke concluiu o trabalho sobre o Dióxido de Carbono que ele e Greg Chamitoff tinham começado no dia anterior. Chamitoff foi acompanhado por Drew Feustel para terminar com as ferramentas que foram utilizadas durante a missão de quatro caminhadas espaciais.
A última parte do dia tripulação viu a Expedição 28 da tripulação realizar uma cerimônia de despedida da tripulação STS-134. Após as duas equipes se despediram umas das outras, eles entraram procedimentos para fechar as escotilhas do ISS e do ônibus espacial. Após fecharem as escotilhas  e trancá-las, uma série de verificações de vazamento foram realizadas em ambos os veículos e os pressurizadores foram despressurizados.

### 30 de maio-Dia 15
O ônibus espacial Endeavour se desacoplou da Estação Espacial Internacional. Após o desencaixe da nave, o piloto Greg Johnson levou o Endeavour a uma distância de 140 metros até 200 m. Uma vez que o ônibus estava na distância correta, Johnson voou uma volta completa em torno da ISS. Após a volta ser concluída, uma separação total foi feita.
O comandante Mark Kelly assumiu o controle da nave e a levou para uma distância de 6 100 metros, atrás e acima da estação, em seguida, para um ponto abaixo da ISS. Kelly, então guiou o Endeavour a um ponto 950 km abaixo da ISS. Esta série de manobras foi feita para testar o Teste do Sensor de Orion relativa Navegação Mitigação de Riscos (STORRM). Para o resto do dia, a tripulação da STS-134 começou as preparações para a aterragem.

### 31 de maio-Dia 16
Membros do ônibus espacial Endeavour continuaram os preparativos para o pouso. Mark Kelly, o piloto Greg Johnson, o especialista da missão e o engenheiro de voo Roberto Vittori realizaram uma verificação do voo do Endeavour. Em seguida, eles mudaram para um teste do sistema de controle de reação dos jatos. Este teste viu Kelly, Johnson e Vittori verificarem um jato de cada vez.
Enquanto eles estavam no convés de voo do check-out do FCS, Drew Feustel, Mike Fincke e Greg Chamitoff foram nos itens mid-deck de arrumação para a viagem de retorno. Mais tarde no dia da tripulação, que colocou a antena de banda Ku para a reentrada. A equipe também realizou várias experiências. Estes incluíram um exame oftalmológico ea Ram Burn Observações de experimentos.

### 1 de junho-Dia 17
A tripulação foi acordada pelo controle da missão às 17h57 Leste para começar o últimos dia com a música "Sunrise No. 1" de Stormy Mondays. As portas do compartimento de carga na nave foram fechadas às 10h48. A 1h29 do dia 1 de junho, a órbita de queima foi iniciada, terminando em 1h31.
O ônibus começou a reentrada na atmosfera às 2h03. Às 2h25, o Endeavour cruzou a costa da Flórida. Pouco tempo depois, o ônibus espacial pousou com segurança na Flórida em torno de 2h35, completando com sucesso a sua 25ª e última missão no espaço.

## Caminhadas espaciais
Quatro caminhadas espaciais (EVAs) estão programadas durante o voo.Esses EVAs estão agendadas para serem as últimas realizadas por uma tripulação de ônibus espacial.
| EVA   | Astronautas | Início (UTC)          | Fim (UTC)              | Previsão           |
| ----- | --- | --------------------- | ---------------------- | ------------------ |
| EVA 1 | Drew Feustel Greg Chamitoff | 20 de maio, 2011 7:10 | 20 de maio, 2011 13:29 | 6 horas 19 minutos |
| EVA 1 | Fuestel e Chamitoff recuperaram o MISSE dois experimentos 7 e instalaram um novo pacote de MISSE e oito experimentos em ELC-2, que já está na estação. Eles instalaram jumpers entre os segmentos na estrutura lateral-esquerda, ou espinha dorsal da estação, para recargas de amônia; ventilador de nitrogênio técnico de amônia, e instalaram também uma antena externa de comunicação sem fio no laboratório Destiny que vai proporcionar uma comunicação sem fio para a Logística Express Portadores, montado na treliça da estação. |                       |                        |                    |
| EVA 2 | Feustel Mike Fincke | 22 de maio, 2011 6:05 | 22 de maio, 2011 14:12 | 8 horas 7 minutos  |
| EVA 2 | Fuestel e Fincke reabasteceram radiadores com amônia. Eles também completaram a abertura do sistema de amônia, lubrificaram uma articulação com o lado esquerdo solar e partes do Dextre, um robô com dois braços da estação espacial capaz de lidar com tarefas de montagem delicada atualmente realizadas por astronautas. |                       |                        |                    |
| EVA 3 | Feustel Fincke | 25 de maio, 2011 5:43 | 25 de maio, 2011 12:37 | 6 horas 54 minutos |
| EVA 3 | Fuestel e Fincke instalaram uma garra, uma alça para o braço robótico da estação para agarrar, do módulo Zarya para apoiar as operações robóticas base do segmento russo. Eles também instalaram cabos adicionais para fornecer energia de backup para a parte russa da estação espacial. |                       |                        |                    |
| EVA 4 | Fincke Chamitoff | 27 de maio, 2011 4:15 | 27 de maio, 2011 11:39 | 7 horas 24 minutos |
| EVA 4 | Fincke e Chamitoff arrumaram o ônibus de 50 metros Orbiter Boom Sensor System (OBSS) na estrutura lateral direito do mouse em um dispositivo elétrico de estiva permanente, recuperaram a garra do fardo da estação, do lado esquerdo e utilizá-lo como um substituto para agarrar atualmente em "boom". Eles, então, liberaram as restrições de um dos braços sobre o Dextre e substituiram o isolamento térmico em um dos tanques de gás de reposição para a câmara de pressurização Quest.                                             |                       |                        |                    |

## Hora de acordar
No que se tornou uma tradição nas missões espaciais, é tocada uma música no começo de cada dia, escolhida especialmente por terem uma ligação com algum tripulante ou mesmo com a situação de momento.
A NASA abriu o processo de seleção para o público pela primeira vez para a missão STS-133, onde o público era convidado a votar em duas canções para acordar os astronautas em missões anteriores e para acordar a tripulação STS-133. O público foi convidado a apresentar as canções originais, onde duas canções serão selecionadas para acordar a tripulação da STS-134.
| Dia    | Música                     | Artista                         | Tocada para        | Links    |
| ------ | -------------------------- | ------------------------------- | ------------------ | -------- |
| Dia 2  | “Beautiful Day”            | U2                              | Mark Kelly         | WAV, MP3 |
| Dia 3  | “Drops of Jupiter”         | Train                           | Gregory Johnson    | WAV, MP3 |
| Dia 4  | “Luna”                     | José Serrano                    | Gregory Chamitoff  | WAV, MP3 |
| Dia 5  | “We All Do What We Can Do” | Dan Keenan and Kenny McLaughlin | Mike Fincke        | WAV, MP3 |
| Dia 6  | “In View”                  | The Tragically Hip              | Drew Feustel       | WAV, MP3 |
| Dia 7  | “Il Mio Pensier”           | Ligabue                         | Roberto Vittori    | WAV, MP3 |
| Dia 8  | “Times Like These”         | Foo Fighters                    | Drew Feustel       | WAV, MP3 |
| Dia 9  | “Svegliarsi la mattina”    | Zero Assoluto                   | Roberto Vittori    | WAV      |
| Dia 10 | “Real World”               | Matchbox Twenty                 | Greg Johnson       | WAV, MP3 |
| Dia 11 | “Countdown”                | Rush                            | Mike Fincke        | WAV, MP3 |
| Dia 12 | “Fun, Fun, Fun”            | Max Q                           | Tripulação STS-134 | WAV      |
| Dia 13 | “Will You Carry Me?”       | Michael FitzPatrick             | Tripulação STS-134 | WAV      |
| Dia 14 | “Galaxy Song”              | Clint Black                     | Tripulação STS-134 | WAV      |
| Dia 15 | “Slowness”                 | Calexico                        | Mark Kelly         | WAV      |
| Dia 16 | “Dreams You Give”          | Brian Plunkett                  | Tripulação STS-134 | WAV      |
| Dia 17 | “Sunrise Number 1”         | Stormy Mondays                  | Mark Kelly         | WAV      |